# 関長道
関 長道（せき ながみち）は、備中国新見藩の第8代藩主。新見藩関家9代。

## 略歴
文化12年（1815年）1月15日、第5代藩主・関長誠の次男である播磨国三日月藩主・森長義の次男（4男との説もある）として生まれる。幼名は亀寿。通称は主計。
天保9年（1838年）8月16日、第7代藩主・成煥の養子となる。天保11年10月1日、将軍徳川家慶に拝謁する。天保12年（1841年）閏1月20日、養父成煥の隠居により、家督を継いだ。天保13年（1842年）10月29日、従五位下備前守に叙任する。
藩政に見るところはないが、家庭的に不幸だった。長男千菊ら4人いた男児はいずれも早世したため、先代・成煥の甥にあたる一門の長克に長女の亭以を娶わせることで跡継ぎとした。
安政5年（1858年）8月13日に死去した。享年44。跡を婿養子の長克が継いだ。

## 系譜
- 父：森長義（1787-1837）
- 母：不詳
- 養父：関成煥（1798-1855）
- 正室：牧野貞幹の娘
- 生母不明の子女
  - 長男：千菊 - 夭折
  - 男子3名 - 夭折
  - 長女：亭以 - 関長克正室
  - 五女：天留（てる） - 関長克養女、関博直正室
- 養子
  - 男子：関長克（1840-1877） - 関長吉の長男